# Хайлуото
Хайлуото (фин. Hailuoto, швед. Karlö) — кунта на одноименном острове в Ботническом заливе Балтийского моря, принадлежит Финляндии. Расположен напротив города Оулу, является также одной из общин провинции Северная Остроботния. Площадь острова 202,26 км² включая 1,7 км² внутренних вод, население — 948 человек (2023). Плотность населения составляет 5,05 чел./км².

## Геологические и исторические сведения
Происхождение острова напрямую связано с послеледниковым процессом подъёма земной коры. Территория острова медленно расширяется, оценивается, что первые части Хайлуото появились на поверхности моря около 1700 лет назад, современный остров образовался из нескольких более мелких островов. Сейчас скорость этого явления замедлилась до 9 мм/год. В 325 году до н. э. сухими были только те территории, которые сейчас находятся выше 15 м над уровнем моря: Хюупянмяки, Харью и Исомяки — всего 2 км². К 850 году площадь была уже около 30 км². Вероятно, что в конце концов остров соединится с материком.
Постоянное население острова появилось в 1100-е годы.